# Cymbopteryx pseudobelialis
Cymbopteryx pseudobelialis là một loài bướm đêm trong họ Crambidae.